# Drieňová
Drieňová je přírodní rezervace v katastrálním území obce Krivoklát v okrese Ilava v Trenčínském kraji na Slovensku. Území bylo vyhlášeno v roce 1997 a má rozlohu 25,12 hektaru. Předmětem ochrany je stará dubobučina.